# Teorema della media pesata
Il teorema della media pesata è una generalizzazione del teorema della media integrale. L'idea è analoga a quella del teorema della media con la differenza che la misura del dominio di integrazione {\displaystyle [a,b]} è distribuita in un modo non uniforme regolato da una funzione continua che ne stabilisce la densità in ogni punto.

## Enunciato
Siano {\displaystyle f} e {\displaystyle g} due funzioni continue in un intervallo {\displaystyle [a,b]} e sia {\displaystyle g(x)} di segno costante in {\displaystyle [a,b]} (sempre positiva o sempre negativa nell'intervallo). Allora esiste un punto {\displaystyle c\in [a,b]} tale che {\displaystyle \int _{a}^{b}f(x)g(x)dx=f(c)\int _{a}^{b}g(x)dx}.

## Dimostrazione
Si può sfruttare il teorema di Weierstrass in quanto f è continua. Allora esistono un {\displaystyle m} e {\displaystyle M} tali che {\displaystyle m\leq f(x)\leq M}. Si prenda {\displaystyle g(x)\geq 0}, quindi {\displaystyle mg(x)\leq f(x)g(x)\leq Mg(x)}. Usando il teorema del confronto e la linearità degli integrali si ottiene {\displaystyle m\int _{a}^{b}g(x)dx\leq \int _{a}^{b}f(x)g(x)dx\leq M\int _{a}^{b}g(x)dx}; dividendo per l'integrale stesso si ottiene {\displaystyle m\leq {\frac {\int _{a}^{b}f(x)g(x)dx}{\int _{a}^{b}g(x)dx}}\leq M} e per il teorema dei valori intermedi il valore al centro di questa catena di diseguaglianze dovrà essere uguale ad {\displaystyle f(c)} per qualche {\displaystyle c\in [a,b]}.{\displaystyle \square }